# Joaquín Chapaprieta
Joaquín Chapaprieta y Torregrosa (Torrevieja, 26 de outubro de 1871 — Madrid, 29 de abril de 1951) foi um político da Espanha. Ocupou a presidência do Conselho de Ministros (equivalente a chefe de governo) de 25 de setembro a 30 de dezembro de 1935.

## Biografia
Nasceu em Torrevieja, província de Alicante, a 26 de outubro de 1871, filho de família abastada, sendo o pai operador de navios. Seu avô paterno era um genovês que se estabeleceu na área em meados do século XIX. Concluiu os estudos secundários no seminário diocesano de San Miguel de Orihuela. Ele obteve o diploma de licenciado em Direito pela Universidade Central de Madrid em 1893, posteriormente fazendo doutorado na Universidade de Bolonha. 
Introduzido na política como membro da facção moretista do Partido Liberal, tornou-se membro do Congresso dos Deputados em 1901. Posteriormente, tornou-se senador, representando as províncias de La Coruña e Valladolid. Ele serviu como Ministro do Trabalho de 7 de dezembro de 1922 a 3 de setembro de 1923.
A partir de 6 de maio de 1935, foi Ministro do Tesouro, cargo que continuou a exercer após 23 de setembro, quando foi nomeado Presidente do Conselho de Ministros, atuando como representante independente com o apoio da Confederação Espanhola de Direito Autônomo (CEDA) e o Partido do Camponês. Seu governo entrou em colapso depois que o CEDA vetou um aumento proposto nas taxas de morte de 1% para 3,5%. Após deixar o cargo em 14 de dezembro, ele continuou a servir como Ministro do Tesouro até 30 de dezembro, quando renunciou. Ele se aposentou da política e se concentrou em seu escritório de advocacia. 
Ele morreu em Madrid em 15 de outubro de 1951. 